# Tisza Domokos
Borosjenői Tisza Domokos (Geszt, 1837. október 27. – Geszt, 1856. június 21.) költő.

## Családja és származása
A Tisza család korán elhunyt sarja. Tisza Lajos (1798–1856), császári és királyi kamarás, császári megyefőnök országgyűlési követ, nagybirtokos, és széki gróf Teleki Júlia (1805–1863) fia. Az apai nagyszülei Tisza László (1765–1831), nagybirtokos, és széki gróf Teleki Katalin (1777–1820) voltak. Az anyai nagyszülei széki gróf Teleki József (1777–1817), földbirtokos és széki gróf Teleki Zsófia (1784–1844) voltak. Tisza Kálmán későbbi miniszterelnök öccse. 

## Pályája
1846-tól tíz éven át Kovács János természettudós volt nevelője és házitanítója. Tizennégy éves korára már megismerkedett a magyar, a német, a francia, majd az angol költészet számos remekével. Kovács közbenjárására 1851–52-ben mintegy fél évig, majd később újabb két hónapon át oktatta költészettanra Arany János, aki irányt adott költői fejlődésének. A görög és római klasszikusokon kívül (közülük már Homéroszt könnyen olvasta) a történelem, a természettan, a matematika foglalkoztatta. Tüdőbaja vitte sírba, bár szülei 1854 őszén Olaszországba, a következő télen pedig még Egyiptomba is elvitték, csakhogy megmentsék az életnek. Tizenkilenc éves korában halt meg. Több mint kétszáz verse közül Arany János közölt néhányat a Pesti Naplóban. Költeményeit édesanyja, Tisza Lajosné gróf Teleki Júlia adta ki:
- Tisza Domokos hátrahagyott versei. Pest, 1857. (A versgyűjteményt Arany János rendezte sajtó alá. Második kiadása 1889-ben jelent meg az Olcsó Könyvtár füzetei között Arany János előszavával.)